# Gare de Lens (Pas-de-Calais)
Pour les articles homonymes, voir Gare de Lens.
La gare de Lens est une gare ferroviaire française, située à proximité du centre-ville de Lens, sous-préfecture du département du Pas-de-Calais, en région Hauts-de-France.
C'est une gare de la Société nationale des chemins de fer français (SNCF), desservie par des TGV inOui et par des trains régionaux du réseau TER Hauts-de-France.

## Situation ferroviaire
Gare de bifurcation, elle est située au point kilométrique (PK) 211,284 de la ligne d'Arras à Dunkerque-Locale, entre les gares d'Avion et de Loos-en-Gohelle. Elle est l'origine de la ligne de Lens à Don - Sainghin, avant la gare de Sallaumines, de la ligne de Lens à Ostricourt, avant la gare de Pont-de-Sallaumines, et de la ligne de Lens à Corbehem (partiellement déclassée). Son altitude est de 34 mètres.

## Histoire
Le chemin de fer fait son apparition à Lens en 1860 lors de la mise en service, par la Compagnie du Nord, du chemin de fer des houillères (actuelles lignes d'Arras à Hazebrouck et de Lens à Ostricourt) mettant en contact les nombreux gisements de charbon avec le réseau ferré. Lens est alors une gare de bifurcation à l'origine de l'embranchement d'Ostricourt. L'étoile ferroviaire de Lens est complétée en 1882 par la ligne vers Don - Sainghin et, en 1910, par la ligne de Lens à Corbehem. Le bâtiment voyageurs date de 1860.

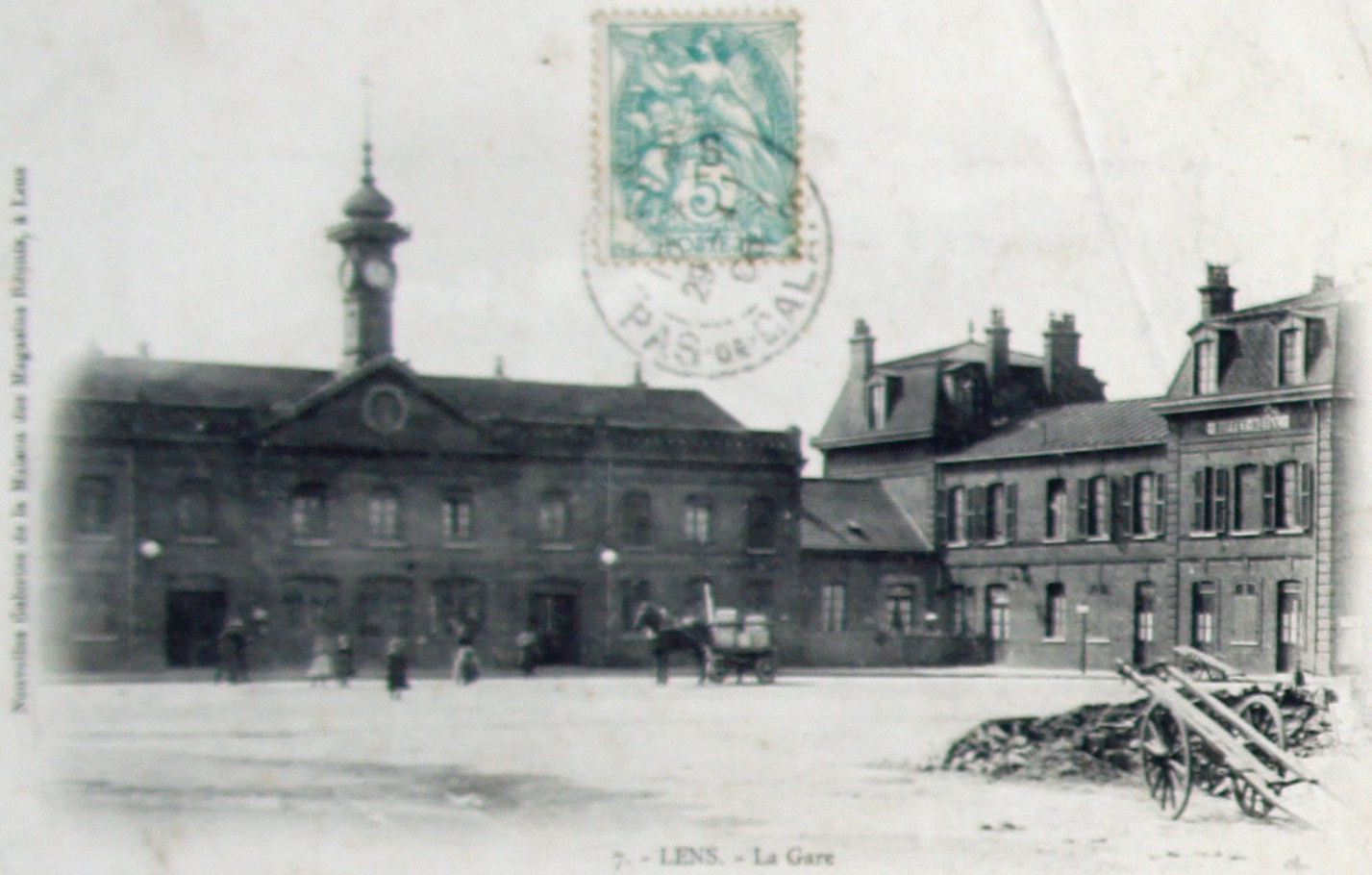
La gare, en 1906.

En 1880, débutent d'importants travaux d'agrandissement de la gare ; une seconde campagne étant entamée en 1897. Le bâtiment ne pouvant être agrandi en hauteur à cause des mouvements de terrain liés à l'extraction minière, il est doublé de part et d'autre par deux extensions dominées par des pavillons à étage à la toiture mansardée, dont le buffet-hôtel de la gare perpendiculaire aux voies. Une tour-beffroi à bulbe, pourvue d'une horloge à quatre cadrans, s'ajoute au bâtiment d'origine.
Ce bâtiment agrandi, au plan complexe articulé autour de locaux exigus, suscite le mécontentement croissant de la population, représentée par le député-maire Émile Basly qui réclame, à défaut d'un bâtiment neuf, la réalisation à court terme d'une nouvelle salle des pas perdus, de salles d'attente et de guichets plus vastes. Le projet de la compagnie, qui aurait vu disparaître la cour faisant face à la gare, suscite également des critiques. Endommagé par les bombardements et occupé par les Allemands lors de la Première Guerre mondiale, le bâtiment est complètement détruit au cours des derniers combats qui dévastent la ville en 1918,.
Le 15 août 1927, le nouveau bâtiment est inauguré par la Compagnie des chemins de fer du Nord. Il est dû à l'architecte Urbain Cassan. Il décrit le bâtiment ainsi : « Le bâtiment des voyageurs sera constitué par des éléments rectangulaires indépendants. L'ossature de chacun de ces éléments sera calculé pour résister à une dénivellation pouvant atteindre 0,25 m entre deux sommets contigus de sa surface d'appui. La remise d'aplomb de ces éléments devra pouvoir s'exécuter au moyen de vérins, et les dispositifs nécessaires : logement des vérins, appuis de ces derniers, force et mode d'action, etc., feront l'objet d'une étude préalable, permettant d'effectuer cette opération dans les conditions les plus faciles et les moins coûteuses. L'ossature sera calculée de manière à supporter les efforts de relevage et devra tenir compte de la présence des dispositifs envisagés pour le relevage. Dans le même esprit, les parties de remplissage des façades, les cloisons, les sols doivent être rendus solidaires de l'ossature et pouvoir subir les mouvements de cette dernière, soit dans les dénivellations accidentelles, soit dans la remise d'aplomb sans dislocation, fissure, coincements des portes et des fenêtres, etc., et sans que l'exploitation des locaux en soit gênée. Les coupures existant entre deux éléments voisins seront munies de couvre-joints d'un entretien très facile, autorisant les mouvements relatifs, tout en assurant l'étanchéité des parois. Les surcharges à prévoir dans les calculs seront, pour l'élévation, celles indiquées au règlement annexé à la Circulaire ministérielle du 17 février 1903 (halles de chemins de fer) et, pour les sols, 500 kg/m2 dans les locaux accessibles au public, ceux des archives et des bagages, et 300 kg/m2 partout ailleurs. Les herses de support des fils téléphoniques pourront recevoir des efforts de traction de 50 kg par fil. On envisagera le cas de rupture totale d'une ou plusieurs nappes donnant les efforts dissymétriques les plus défavorables. »
À cause de la nature instable du terrain, la nouvelle gare est bâtie sans étage, sur un radier général de béton armé, afin d'éviter la dislocation du bâtiment en cas de tassement du sol.
La gare fait l'objet d'une inscription au titre des monuments historiques, depuis le 28 décembre 1984.
Selon les estimations de la SNCF, la fréquentation annuelle de cette gare s'élève à 1 599 323 voyageurs en 2015, 1 603 612 en 2016, 1 649 166 en 2017, 1 495 770 en 2018, 1 603 634 en 2019, 995 465 en 2020, 1 160 857 en 2021, 1 548 857 en 2022 et 1 682 652 en 2023.

## Architecture du bâtiment d'Urbain Cassan

La gare, côté voies.

La gare ressemble à une locomotive à vapeur, grâce à sa tour haute de 23 mètres pouvant représenter la cheminée, les porches, les roues, et le bâtiment des voyageurs, le poste de commande. Tout en haut de cette tour de section carrée, une horloge à quatre cadrans est installée. La toiture des différents volumes est de forme arrondie, avec des pavés de verre au plafond de la salle des pas perdus.
Lors de la construction de la gare, son architecte Urbain Cassan a dû tenir compte du risque important d'affaissements de terrain liés à l'extraction minière. Il a ainsi proposé un bâtiment marqué par l'horizontalité, composé de modules simples d'un seul niveau qui s'étend sur 86 m de longueur totale et de 17 m de largeur pour la partie centrale ; les ailes font 9,50 m de largeur, et respectivement 25 et 31 m. Il a par ailleurs utilisé le béton armé, nouveau matériau, léger et facile à mettre en œuvre. L'architecte des bâtiments annexes (ancien buffet, bâtiment des « roulants », etc.) adopte les mêmes caractéristiques que celle du bâtiment principal. La façade de la gare affiche une grande sobriété, le décor se résumant à une simple frise de losanges située sous la corniche. Ce motif trouve un écho sur les grilles, œuvre du ferronnier d'art Edgar Brandt.
À l'intérieur, les éléments encore visibles du soin apporté à la décoration sont les mosaïques d'inspiration cubiste, réalisées par Auguste Labouret, représentant notamment la mine.

## Service des voyageurs

### Desserte
- TGV inOui :
  - Paris – Arras – Lens – Béthune – Hazebrouck – Dunkerque
  - Paris – Arras – Lens – Douai – Valenciennes

- TER Hauts-de-France :
  - Arras – Lens – Béthune – Hazebrouck – Dunkerque
  - Arras – Lens – Béthune – Hazebrouck – Saint-Omer – Calais
  - Arras – Lens – Béthune – Hazebrouck
  - Lens – Béthune – Saint-Pol-sur-Ternoise
  - Lens – Don - Sainghin – Lille
  - Lens – Hénin-Beaumont – Libercourt – Lille
  - Lens – Hénin-Beaumont – Douai

### Intermodalité
Une gare routière permet des correspondances avec de nombreuses lignes du réseau Tadao, dont elle est l'un des pôles d'échanges.
Par ailleurs, un parking de 270 places jouxte cette gare routière.

## Service des marchandises
Cette gare est ouverte au service du fret (uniquement par train massif).